# Lepanthes montis-rotundi
Lepanthes montis-rotundi är en orkidéart som beskrevs av Pedro Ortiz Valdivieso. Lepanthes montis-rotundi ingår i släktet Lepanthes och familjen orkidéer. Inga underarter finns listade i Catalogue of Life.